# 자동차손해배상보장법
자동차손해배상보장법은 자동차의 운행으로 사람이 사망 또는 부상하거나 재물이 멸실 또는 훼손된 경우에 손해배상을 보장하는 제도를 확립하여 피해자를 보호하고, 자동차사고로 인한 사회적 손실을 방지함으로써 자동차운송의 건전한 발전을 촉진함을 목적으로 하는 대한민국 법률이다.

## 자동차손해배상보장법에 의한 손해배상청구권 인정여부
1. 자기를 위하여 자동차를 운행하는 자가,
2. 그 운행으로 인하여,
3. 다른 사람을 사망하게 하거나 부상하게 할 것
4. 면책사유가 없을 것

## 판례
- 유상이나 무상으로 자동차를 임대한 경우에도 임대인이 운행자로 인정된다[2]

## 같이 보기
- 호의동승
- 불법행위